# Alrewas
Alrewas est un village et une paroisse civile du Staffordshire, en Angleterre.
C'est l'emplacement du National Memorial Arboretum (en), site commémorant des victimes militaires et civiles.